# Konami’s Soccer
Konami's Soccer é um jogo eletrônico de futebol que foi lançado pela Konami para o microcomputador MSX, da Microsoft, em 1985.
Ele foi o primeiro jogo de futebol lançado pela Konami, sendo, por isso, considerado o embrião do que viria a ser o "International Superstar Soccer". Uma curiosidade de Konami's Soccer é que todos os jogadores tinham bigode.

## Relançamentos
- Entre 1988 e 1989, a Konami lançou para o MSX no Japão uma coletânea de 5 volumes em disquetes de 3 e 1/2" intitulada Konami Game Collection. O jogo Konami's Soccer pode ser encontrado no Vol. 4.
- Konami's Soccer foi relançado na coletânea Konami Antiques MSX Collection, uma série de compilações de jogos do computador MSX lançadas pela Konami no Japão para PlayStation (3 CDs, sendo 10 jogos por mídia) e Sega Saturn (CD único, com o acréscimo do subtítulo Ultra Pack) entre 1997 e 1998.
- Em 23 de dezembro de 2014, o game foi re-lançado para o EGG Project pela Windows Store.